# GT Challenge at VIR 2015
Navigation
Édition précédente Édition suivante
Le GT Challenge at VIR 2015 (officiellement appelé 2015 Michelin GT Challenge at VIR) est une course de voitures de sport organisée sur le Virginia International Raceway à Alton en Virginie, aux États-Unis qui s'est déroulée du 21 août 2015 au 23 août 2015. Il s'agit de la dixième manche du championnat United SportsCar Championship 2015 et seules les catégories GTLM et GTD de voitures du championnat ont participé à la course.

## Course

### Classement de la course
Voici le classement officiel au terme de la course.
- Les vainqueurs de chaque catégorie sont signalés par un fond jauni.
- Pour la colonne Pneus, il faut passer le curseur au-dessus du modèle pour connaître le manufacturier de pneumatiques.

| Pos     | Classe | no  | Écurie                         | Pilotes                             | Châssis                          | Pneus | Tours | Temps               |
| ------- | ------ | --- | ------------------------------ | ----------------------------------- | -------------------------------- | ----- | ----- | ------------------- |
| Pos     | Classe | no  | Écurie                         | Pilotes                             | Moteur                           | Pneus | Tours | Temps               |
| 1       | GTLM   | 911 | Porsche North America          | Nick Tandy Patrick Pilet            | Porsche 911 RSR                  | M     | 92    | 2 h 40 min 57 s 210 |
| 1       | GTLM   | 911 | Porsche North America          | Nick Tandy Patrick Pilet            | Porsche M97/80 4,0 L Flat-6 Atmo | M     | 92    | 2 h 40 min 57 s 210 |
| 2       | GTLM   | 912 | Porsche North America          | Jörg Bergmeister Earl Bamber        | Porsche 911 RSR                  | M     | 92    | + 27 s 267          |
| 2       | GTLM   | 912 | Porsche North America          | Jörg Bergmeister Earl Bamber        | Porsche M97/80 4,0 L Flat-6 Atmo | M     | 92    | + 27 s 267          |
| 3       | GTLM   | 62  | Risi Competizione              | Pierre Kaffer Giancarlo Fisichella  | Ferrari F458 Italia              | M     | 92    | + 27 s 842          |
| 3       | GTLM   | 62  | Risi Competizione              | Pierre Kaffer Giancarlo Fisichella  | Ferrari F142 GT2 4,5 L V8 Atmo   | M     | 92    | + 27 s 842          |
| 4       | GTLM   | 24  | BMW Team RLL                   | John Edwards Lucas Luhr             | BMW Z4 GTE (en)                  | M     | 92    | + 1 min 01 s 082    |
| 4       | GTLM   | 24  | BMW Team RLL                   | John Edwards Lucas Luhr             | BMW P65B44 4,4 L V8 Atmo         | M     | 92    | + 1 min 01 s 082    |
| 5       | GTLM   | 25  | BMW Team RLL                   | Bill Auberlen Dirk Werner           | BMW Z4 GTE (en)                  | M     | 92    | + 1 min 16 s 723    |
| 5       | GTLM   | 25  | BMW Team RLL                   | Bill Auberlen Dirk Werner           | BMW P65B44 4,4 L V8 Atmo         | M     | 92    | + 1 min 16 s 723    |
| 6       | GTLM   | 3   | Corvette Racing                | Jan Magnussen Antonio García        | Chevrolet Corvette C7.R          | M     | 92    | + 1 min 22 s 358    |
| 6       | GTLM   | 3   | Corvette Racing                | Jan Magnussen Antonio García        | Chevrolet LT5.5-R 5,5 L V8 Atmo  | M     | 92    | + 1 min 22 s 358    |
| 7       | GTLM   | 17  | Team Falken Tire               | Bryan Sellers Wolf Henzler          | Porsche 911 RSR                  | M     | 91    | + 1 tour            |
| 7       | GTLM   | 17  | Team Falken Tire               | Bryan Sellers Wolf Henzler          | Porsche M97/80 4,0 L Flat-6 Atmo | M     | 91    | + 1 tour            |
| 8       | GTLM   | 4   | Corvette Racing                | Oliver Gavin Tommy Milner           | Chevrolet Corvette C7.R          | M     | 91    | + 1 tour            |
| 8       | GTLM   | 4   | Corvette Racing                | Oliver Gavin Tommy Milner           | Chevrolet LT5.5-R 5,5 L V8 Atmo  | M     | 91    | + 1 tour            |
| 9       | GTD    | 63  | Scuderia Corsa                 | Bill Sweedler (de) Townsend Bell    | Ferrari F458 Italia              | C     | 88    | + 4 tours           |
| 9       | GTD    | 63  | Scuderia Corsa                 | Bill Sweedler (de) Townsend Bell    | Ferrari F142 4,5 L V8 Atmo       | C     | 88    | + 4 tours           |
| 10      | GTD    | 007 | TRG-AMR North America          | Christina Nielsen Kuno Wittmer (en) | Aston Martin V12 Vantage         | C     | 87    | + 5 tours           |
| 10      | GTD    | 007 | TRG-AMR North America          | Christina Nielsen Kuno Wittmer (en) | Aston Martin 6,0 L V12 Atmo      | C     | 87    | + 5 tours           |
| 11      | GTD    | 23  | Team Seattle / Alex Job Racing | Ian James Mario Farnbacher          | Porsche 911 GT America           | C     | 87    | + 5 tours           |
| 11      | GTD    | 23  | Team Seattle / Alex Job Racing | Ian James Mario Farnbacher          | Porsche 4,0 L Flat-6 Atmo        | C     | 87    | + 5 tours           |
| 12      | GTD    | 97  | Turner Motorsport              | Michael Marsal (pl) Markus Palttala | BMW Z4                           | C     | 87    | + 5 tours           |
| 12      | GTD    | 97  | Turner Motorsport              | Michael Marsal (pl) Markus Palttala | BMW 4,4 L V8 Atmo                | C     | 87    | + 5 tours           |
| 13      | GTD    | 48  | Paul Miller Racing             | Christopher Haase Dion von Moltke   | Audi R8 LMS                      | C     | 87    | + 5 tours           |
| 13      | GTD    | 48  | Paul Miller Racing             | Christopher Haase Dion von Moltke   | Audi 5,2 L V10 Atmo              | C     | 87    | + 5 tours           |
| 14      | GTD    | 22  | Alex Job Racing                | Cooper MacNeil Leh Keen             | Porsche 911 GT America           | C     | 87    | + 5 tours           |
| 14      | GTD    | 22  | Alex Job Racing                | Cooper MacNeil Leh Keen             | Porsche 4,0 L Flat-6 Atmo        | C     | 87    | + 5 tours           |
| 15      | GTD    | 33  | Riley Motorsports              | Ben Keating Jeroen Bleekemolen      | Dodge Viper GT3-R                | C     | 87    | + 5 tours           |
| 15      | GTD    | 33  | Riley Motorsports              | Ben Keating Jeroen Bleekemolen      | Dodge 8,0 L V10 Atmo             | C     | 87    | + 5 tours           |
| 16      | GTD    | 76  | Compass360 Racing              | Ray Mason Pierre Kleinubing         | Audi R8 LMS                      | C     | 83    | + 9 tours           |
| 16      | GTD    | 76  | Compass360 Racing              | Ray Mason Pierre Kleinubing         | Audi 5,2 L V10 Atmo              | C     | 83    | + 9 tours           |
| 17 Abd. | GTD    | 44  | Magnus Racing                  | John Potter Andy Lally              | Porsche 911 GT America           | C     | 51    |                     |
| 17 Abd. | GTD    | 44  | Magnus Racing                  | John Potter Andy Lally              | Porsche 4,0 L Flat-6 Atmo        | C     | 51    |                     |
| 18 Abd. | GTD    | 73  | Park Place Motorsports         | Patrick Lindsey Spencer Pumpelly    | Porsche 911 GT America           | C     | 34    |                     |
| 18 Abd. | GTD    | 73  | Park Place Motorsports         | Patrick Lindsey Spencer Pumpelly    | Porsche 4,0 L Flat-6 Atmo        | C     | 34    |                     |

## Pole position et record du tour
- Pole position :  Nick Tandy (#911 Porsche North America) en 1 min 42 s 532
- Meilleur tour en course :  Pierre Kaffer/ Giancarlo Fisichella (#62 Risi Competizione)  en 1 min 42 s 457

## À noter
- Longueur du circuit : 3,27 miles
- Distance parcourue par les vainqueurs :